# Yantongtun (köpinghuvudort i Kina, Heilongjiang Sheng, lat 47,01, long 124,17)
Yantongtun (kinesiska: 烟筒屯, 烟筒屯镇) är en köpinghuvudort i Kina. Den ligger i provinsen Heilongjiang, i den nordöstra delen av landet, omkring 240 kilometer nordväst om provinshuvudstaden Harbin. Antalet invånare är 20 856. Befolkningen består av 10 114 kvinnor och 10 742 män. Barn under 15 år utgör 14,0 %, vuxna 15-64 år 78 %, och äldre över 65 år 7,0 %.
Runt Yantongtun är det ganska glesbefolkat, med 36 invånare per kvadratkilometer. Yantongtun är det största samhället i trakten. Trakten runt Yantongtun består huvudsakligen av våtmarker.
Genomsnittlig årsnederbörd är 733 millimeter. Den regnigaste månaden är juli, med i genomsnitt 197 mm nederbörd, och den torraste är januari, med 4 mm nederbörd.